# 新山真弓
新山 真弓（にいやま まゆみ、1953年10月18日 - ）は、日本の元女優。本名同じ。旧芸名、笛 真弓。
東京都出身。東洋女子高等学校卒業。オフィス82に所属していた。

## 人物
1970年代初頭よりテレビドラマを中心に出演を始め、1972年に放映された円谷プロ制作の特撮ドラマ『トリプルファイター』（TBS）で、早瀬ユリ（オレンジファイター）役を演じる。当時はグループ71所属の新人俳優だった。プロデューサーを務めた円谷粲は、彼女の性格から役に抜擢したという。
1973年には『ぶらり信兵衛 道場破り』（フジテレビ）に平七（木田三千雄）の妻・おあき役でレギュラー出演。1979年に出演した映画『金田一耕助の冒険』（東宝）では、『トリプルファイター』でスーツアクターを務めた吉中六と現場で再会している。その後もバイプレイヤーとして活動していたが、1980年代終盤以降の芸能界活動は確認されていない。
特技は、日本舞踊、乗馬。

## 出演

### テレビドラマ
- 特別機動捜査隊 第528話「その拳銃を追え」（1971年、NET） - 看護婦
- さぼてんとマシュマロ 第14話（1971年、NTV）
- おらんだ左近事件帖 第21話「雛人形は知っていた」（1972年、CX） - おかめのホステス
- プレイガール（12CH）
  - 第155話「スリラー墓場から来た脅迫状」（1972年）
  - 第198話「女が男を脱がす時」（1973年） - ちず子
  - 第208話「高校生芸者殺人事件」（1973年） - 真弓
  - 第246話「スター歌手殺人事件」（1973年）
- さすらいの狼 第8話「木曽路に竜を狙う影」（1972年、NET）
- 下町かあさん（1972年、CX）
- トリプルファイター（1972年、TBS） - 早瀬ユリ / オレンジファイター
- ケーキ屋ケンちゃん（1972年 - 1973年、TBS）
- ウルトラマンA 第50話「東京大混乱! 狂った信号」（1973年、TBS） - 小川ユキ [注釈 1]
- 非情のライセンス第1シリーズ 第8話「兇悪の罠」（1973年、NET）- 若い女
- ぶらり信兵衛 道場破り（1973年 - 1974年、CX） - おあき
- ふりむくな鶴吉（1974年 - 1975年、NHK）
- 太陽にほえろ! 第368話「事件の背景」（1979年、NTV）
- 大江戸捜査網（12ch→TX）
  - 第387話「白頭巾参上 辻斬り大追跡」（1979年）
  - 第452話「女の涙か夏の嵐」（1980年）
  - 第475話「花吹雪 炎に舞う一番纏」（1981年）
  - 第494話「海鳴りの里に泣く遊女」（1981年）
  - 第576話「悪徳おんな市場 不倫の罠」（1982年）
  - 第634話「俺も男だ! 落ちこぼれ親父」（1984年） - お甲
- 大都会 PARTIII 第36話「密告屋」（1979年、NTV）
- 大空港 第54話「ザ・キラー」（1979年、CX / 松竹） - 安田の女
- 西部警察 第11話「燃えつきた獣たち」（1979年、ANB） - 加代子
- 木曜ゴールデンドラマ / 東京大地震M8.1（1980年、YTV）
- 江戸の朝焼け 第2話「めおと鶴」（1980年、CX）
- ザ・商社 第1回「愛する時と死する時」（1980年、NHK）- ホステス
- 特捜最前線（ANB）
  - 第229話「夜間中学殺人事件!」（1981年）
  - 第266話「老刑事、女詐欺師を追う!」（1982年）
  - 第292話「わらの女II 風に乗る御陣乗太鼓!」（1982年）
  - 第364話「誘拐・天使の身代金!」（1984年）
  - 第422話「姑誘拐・ニッポン姥捨物語!」（1985年）
  - 第477話「浅草偽装心中・姉を殺した女スリ!?」（1986年）
  - 第505話「地上げ屋殺し」（1987年）
- 文吾捕物帳 第6話「もうひとつの顔」（1981年、ANB）
- 松本清張シリーズ・けものみち（1982年、NHK） - 芳仙閣仲居
- 火曜サスペンス劇場 / 校内暴力殺人事件（1982年、NTV）
- 妻たちは……（1982年、CX）
- 暁に斬る! 第10話「かっぽれ哀歌」（1982年、KTV）
- 昼の連続ドラマ / 雨の慕情（1983年、CBC）
- 月曜ワイド劇場 / おさな妻 私を抱いて…16歳の初夜（1983年、ANB）

### 映画
- ヘアピン・サーカス（1972年、東宝）
- 金田一耕助の冒険（1979年、東宝） - アナウンサー
- 片翼だけの天使（1986年、ヘラルド・エース）

### 舞台
- 花は花嫁
- 浪花女